# Volley-ball aux Jeux olympiques d'été de 1984
Navigation
Moscou 1980 Séoul 1988
Cette page présente les résultats des compétitions masculine et féminine de volley-ball des Jeux olympiques de Los Angeles de 1984.

## Podiums
| Épreuves             | Or | Argent | Bronze |
| -------------------- | --- | --- | --- |
| Volley-ball masculin | États-Unis Douglas Dvorak Dave Saunders Steven Salmons Paul Sunderland Rich Duwelius Steve Timmons Craig Buck Marc Waldie Chris Marlowe Aldis Berzins Patrick Powers Karch Kiraly | Brésil Amauri Badalhoca Bernard Bernardinho Domingos Maracanã Fernandão Marcus Vinícius Montanaro Renan Rui William Xandó                                                                   | Italie Franco Bertoli Francesco Dall'Olio Giancarlo Dametto Guido De Luigi Giovanni Errichiello Giovanni Lanfranco Andrea Lucchetta Pier Paolo Lucchetta Marco Negri Piero Rebaudengo Paolo Vecchi Fabio Vullo |
| Volley-ball féminin  | Chine Hou Yuzhu Jiang Ying Lang Ping Li Yanjun Liang Yan Su Huijuan Yang Xiaojun Yang Xilan Zhang Rongfang Zheng Meizhu Zhou Xiaolan Zhu Ling                                     | États-Unis Jeanne Beauprey Carolyn Becker Linda Chisholm Rita Crockett Laurie Flachmeier Debbie Green Flo Hyman Rose Magers Kimberly Ruddins Julie Vollertsen Paula Weishoff Susan Woodstra | Japon Yumi Egami Norie Hiro Miyoko Hirose Kyoko Ishida Yoko Kagabu Yuko Mitsuya Keiko Miyajima Kimie Morita Kumi Nakada Emiko Odaka Sachiko Otani Kayoko Sugiyama                                              |

## Compétition masculine

### Poule A
- 29 juillet

|              |     |           |                      |  |
| Corée du Sud | 3-0 | Tunisie   | 15-7 15-7 15-7       |  |
| États-Unis   | 3-1 | Argentine | 15-6 15-7 10-15 15-8 |  |

- 31 juillet

|            |     |           |                       |  |
| Brésil     | 3-1 | Argentine | 15-8 15-8 16-18 15-13 |  |
| États-Unis | 3-0 | Tunisie   | 15-3 15-2 15-3        |  |

- 2 août

|            |     |              |                 |  |
| Brésil     | 3-0 | Tunisie      | 15-5 15-9 15-2  |  |
| États-Unis | 3-0 | Corée du Sud | 15-13 15-9 15-6 |  |

- 4 août

|              |     |         |                       |  |
| Argentine    | 3-0 | Tunisie | 15-9 15-7 15-3        |  |
| Corée du Sud | 3-1 | Brésil  | 15-4 15-13 13-15 15-8 |  |

- 6 août

|              |     |            |                             |  |
| Corée du Sud | 3-2 | Argentine  | 15-6 14-16 13-15 15-7 15-12 |  |
| Brésil       | 3-0 | États-Unis | 15-10 15-11 15-2            |  |

| Place | Équipe       | MJ | V | D | SP | SC | Pts | DS  |
| ----- | ------------ | -- | - | - | -- | -- | --- | --- |
| 1     | Brésil       | 4  | 3 | 1 | 10 | 4  | 6   | +6  |
| 2     | États-Unis   | 4  | 3 | 1 | 9  | 4  | 6   | +5  |
| 3     | Corée du Sud | 4  | 3 | 1 | 9  | 6  | 6   | +3  |
| 4     | Argentine    | 4  | 1 | 3 | 7  | 9  | 2   | -2  |
| 5     | Tunisie      | 4  | 1 | 3 | 0  | 12 | 0   | -12 |

### Poule B
- 29 juillet

|        |     |        |                      |  |
| Japon  | 3-0 | Chine  | 15-9 15-9 15-8       |  |
| Italie | 3-1 | Canada | 10-15 15-4 15-6 15-7 |  |

- 31 juillet

|        |     |        |                  |  |
| Canada | 3-0 | Égypte | 15-10 15-9 15-3  |  |
| Italie | 3-0 | Chine  | 15-5 16-14 15-13 |  |

- 2 août

|       |     |        |                              |  |
| Chine | 3-0 | Égypte | 15-3 15-6 18-16              |  |
| Japon | 3-2 | Italie | 5-15 11-15 15-10 15-10 16-14 |  |

- 4 août

|        |     |        |                  |  |
| Japon  | 3-0 | Égypte | 15-6 15-10 15-11 |  |
| Canada | 3-0 | Chine  | 15-8 15-7 15-3   |  |

- 6 août

|        |     |        |                 |  |
| Canada | 3-0 | Japon  | 15-10 15-8 15-9 |  |
| Italie | 3-0 | Égypte | 15-4 15-7 15-6  |  |

| Place | Équipe | MJ | V | D | SP | SC | Pts | DS  |
| ----- | ------ | -- | - | - | -- | -- | --- | --- |
| 1     | Canada | 4  | 3 | 1 | 10 | 3  | 6   | +7  |
| 2     | Italie | 4  | 3 | 1 | 11 | 4  | 6   | +7  |
| 3     | Japon  | 4  | 2 | 2 | 9  | 5  | 4   | +4  |
| 4     | Chine  | 4  | 1 | 3 | 3  | 9  | 2   | -7  |
| 5     | Égypte | 4  | 0 | 4 | 0  | 12 | 0   | -12 |

### Demi-finales et demies de classement
- 8 août — demi-finales

|            |     |        |                      |  |
| Brésil     | 3-1 | Italie | 12-15 15-2 15-3 15-5 |  |
| États-Unis | 3-0 | Canada | 15-6 15-10 15-7      |  |

- 8 août — demies de classement

|              |     |       |                        |  |
| Corée du Sud | 3-1 | Chine | 15-4 15-11 6-15 19-17  |  |
| Argentine    | 3-1 | Japon | 9-15 15-10 15-10 15-11 |  |

### Finales
- 10 août — match de classement 9-10

|         |     |        |                            |  |
| Tunisie | 3-2 | Égypte | 15-13 15-9 5-15 13-15 15-5 |  |

- 10 août — match de classement 7-8

|       |     |       |                 |  |
| Japon | 3-0 | Chine | 16-14 15-9 15-6 |  |

- 10 août — match de classement 5-6

|              |     |           |                      |  |
| Corée du Sud | 3-1 | Argentine | 15-13 9-15 15-9 15-7 |  |

- 11 août — match de classement 3-4

|        |     |        |                  |  |
| Italie | 3-0 | Canada | 15-11 15-12 15-8 |  |

- 11 août — finale

|            |     |        |                |  |
| États-Unis | 3-0 | Brésil | 15-6 15-6 15-7 |  |

### Classement final
| Place              | Équipe       |
| ------------------ | ------------ |
| Médaille d'or      | États-Unis   |
| Médaille d'argent  | Brésil       |
| Médaille de bronze | Italie       |
| 4                  | Canada       |
| 5                  | Corée du Sud |
| 6                  | Argentine    |
| 7                  | Chine        |
| 8                  | Japon        |
| 9                  | Tunisie      |
| 10                 | Égypte       |

## Compétition féminine

### Poule A
- 30 juillet

|       |     |              |                      |  |
| Pérou | 3-0 | Canada       | 15-9 15-10 15-4      |  |
| Japon | 3-1 | Corée du Sud | 8-15 15-11 15-2 15-7 |  |

- 1er août

|              |     |        |                 |  |
| Corée du Sud | 3-0 | Canada | 15-10 15-1 15-3 |  |
| Japon        | 3-0 | Pérou  | 15-8 15-7 15-5  |  |

- 3 août

|       |     |              |                          |  |
| Pérou | 3-2 | Corée du Sud | 15-8 15-6 7-15 6-15 15-3 |  |
| Japon | 3-0 | Canada       | 15-6 15-6 15-6           |  |

| Place | Équipe       | MJ | V | D | SP | SC | Pts | DS |
| ----- | ------------ | -- | - | - | -- | -- | --- | -- |
| 1     | Japon        | 4  | 3 | 0 | 9  | 1  | 6   | +8 |
| 2     | Pérou        | 4  | 2 | 1 | 6  | 5  | 4   | +1 |
| 3     | Corée du Sud | 4  | 1 | 2 | 6  | 6  | 2   | +0 |
| 4     | Canada       | 4  | 0 | 3 | 0  | 9  | 0   | -9 |

### Poule B
- 30 juillet

|            |     |                      |                   |  |
| Chine      | 3-0 | Brésil               | 15-13 15-10 15-11 |  |
| États-Unis | 3-0 | Allemagne de l'Ouest | 17-15 15-8 15-8   |  |

- 1er août

|            |     |                      |                             |  |
| Chine      | 3-0 | Allemagne de l'Ouest | 15-5 15-6 15-3              |  |
| États-Unis | 3-2 | Brésil               | 12-15 10-15 15-5 15-5 15-12 |  |

- 3 août

|                      |     |        |                        |  |
| Allemagne de l'Ouest | 3-0 | Brésil | 15-9 16-14 15-11       |  |
| États-Unis           | 3-1 | Chine  | 15-13 7-15 16-14 15-12 |  |

| Place | Équipe               | MJ | V | D | SP | SC | Pts | DS |
| ----- | -------------------- | -- | - | - | -- | -- | --- | -- |
| 1     | États-Unis           | 4  | 3 | 0 | 9  | 3  | 6   | +6 |
| 2     | Chine                | 4  | 2 | 1 | 7  | 3  | 4   | +4 |
| 3     | Allemagne de l'Ouest | 4  | 1 | 2 | 3  | 6  | 2   | -3 |
| 4     | Brésil               | 4  | 0 | 3 | 2  | 9  | 0   | -7 |

### Demi-finales et demies de classement
- 5 août — demi-finales

|            |     |       |                  |  |
| États-Unis | 3-0 | Pérou | 16-14 15-9 15-10 |  |
| Chine      | 3-0 | Japon | 15-10 15-7 15-9  |  |

- 5 août — demies de classement

|                      |     |        |                        |  |
| Allemagne de l'Ouest | 3-0 | Canada | 15-5 15-7 15-1         |  |
| Corée du Sud         | 3-1 | Brésil | 13-15 15-13 15-9 15-10 |  |

### Finales
- 7 août — match de classement 7-8

|        |     |        |                |  |
| Brésil | 3-0 | Canada | 15-9 15-3 15-8 |  |

- 7 août — match de classement 5-6

|              |     |                      |                  |  |
| Corée du Sud | 3-0 | Allemagne de l'Ouest | 15-10 15-10 15-2 |  |

- 9 août — match de classement 3-4

|       |     |       |                       |  |
| Japon | 3-1 | Pérou | 13-15 15-4 15-7 15-10 |  |

- 9 août — finale

|       |     |            |                 |  |
| Chine | 3-0 | États-Unis | 16-14 15-3 15-9 |  |

### Classement final
| Place              | Équipe               |
| ------------------ | -------------------- |
| Médaille d'or      | Chine                |
| Médaille d'argent  | États-Unis           |
| Médaille de bronze | Japon                |
| 4                  | Pérou                |
| 5                  | Corée du Sud         |
| 6                  | Allemagne de l'Ouest |
| 7                  | Brésil               |
| 8                  | Canada               |